# 大淫婦バビロン

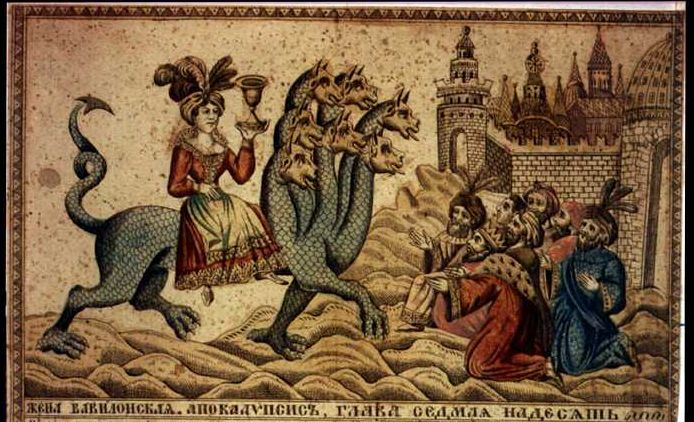
大淫婦バビロン（1800年代の作品。ロシアのエングレービング）

大淫婦バビロン（だいいんぷバビロン）は、ヨハネの黙示録（キリスト教の『新約聖書』の一節、『黙示録』）のアレゴリー（比喩）。大いなるバビロンともいう。

## 概要

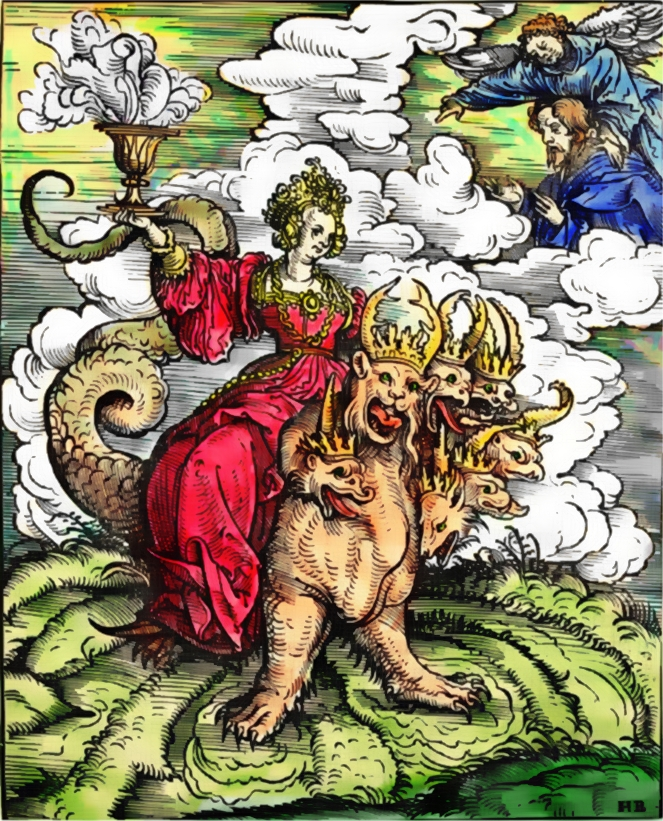
ハンス・ブルクマイアー作の木版画（1523年）。マルティン・ルターが1534年に翻訳した新約聖書にて。大淫婦バビロンは、7つ首の獣（黙示録の獣）に騎乗する女性として描写されている

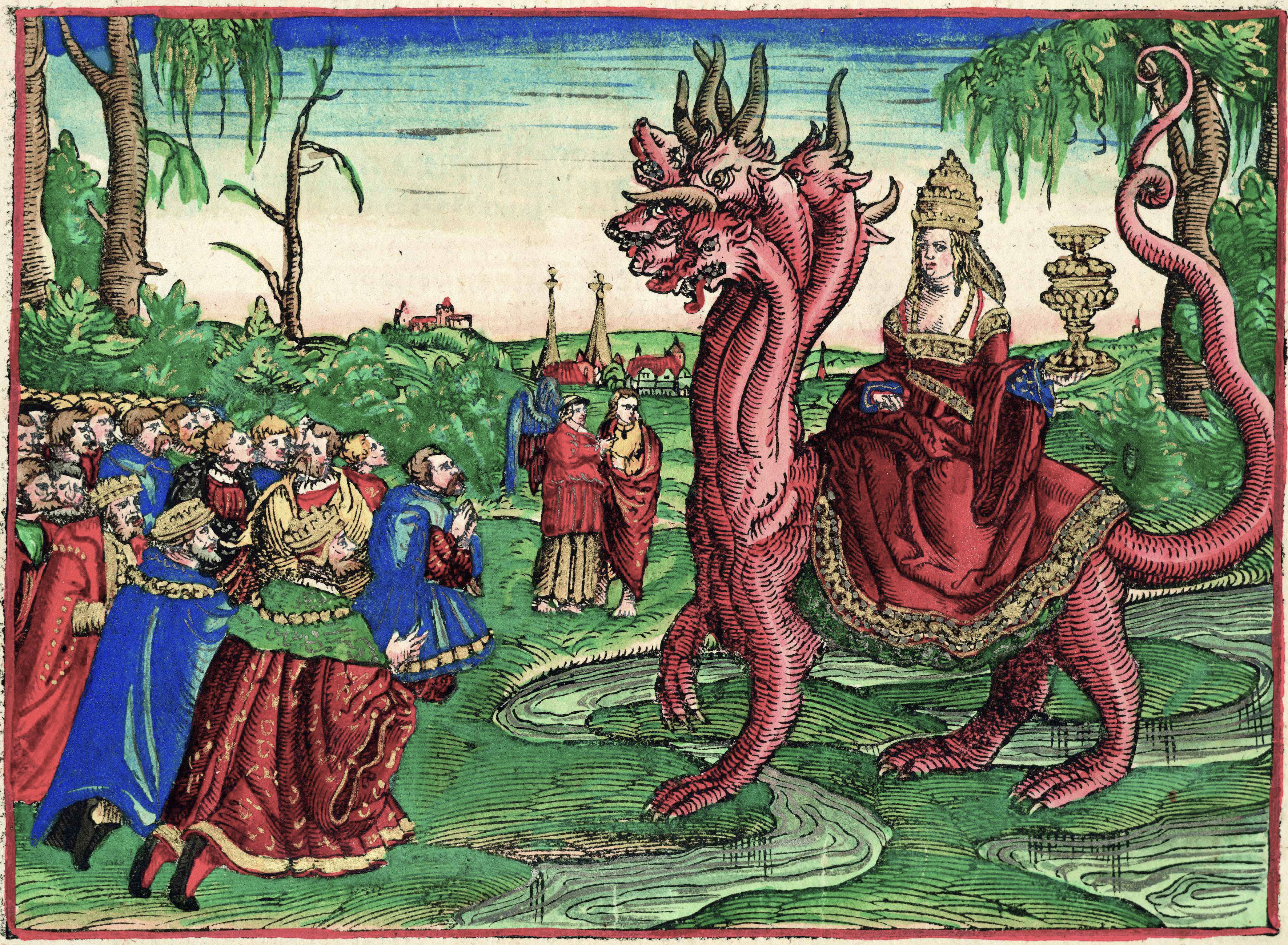
大淫婦バビロン。マルティン・ルターが1534年に翻訳した新約聖書にて。

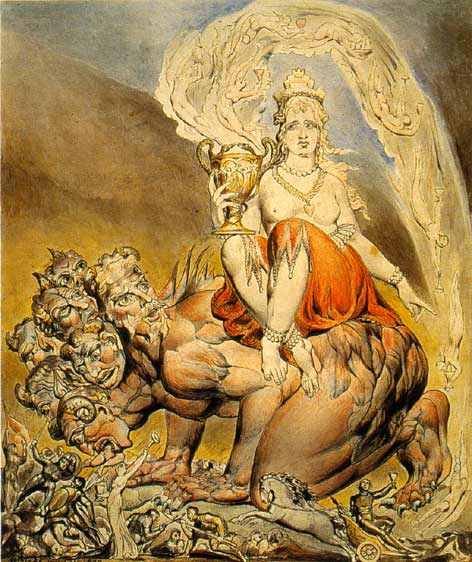
ウィリアム・ブレイク作（1809年）。:en:Ecclesia Gnostica Catholicaにて。

『黙示録』によれば“悪魔の住むところ”であり“汚れた霊の巣窟”である。女という隠語で表されておりきらびやかな装身具を身につけ、手に金杯を持つが、その杯は姦淫による汚れに穢されているという。大淫婦は殉教者の血を流すが、神のさばきによって滅ぼされる。

### 旧約聖書引用説
旧約聖書には、遊女やその取り持ち女を戒めたり、バビロン捕囚に関連してバビロン王について書かれた記述がみられるが、これに加えて都を遊女に喩える記述もあり（イザヤ書 1:21）、それらに影響され引用したものだとする説がある。

### 過去説

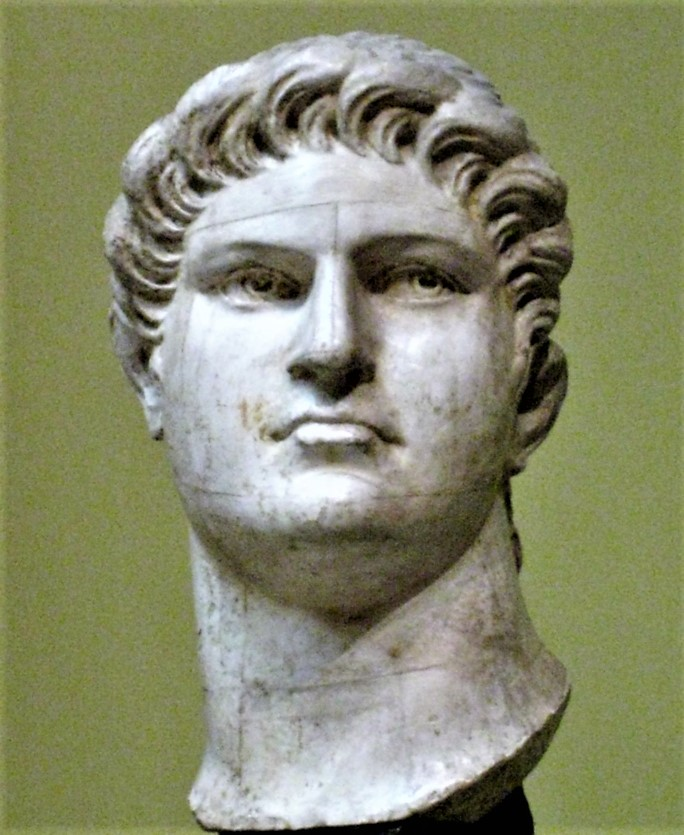
ネロ

これが過去に起こったものとする立場では、堕落しきった女という隠語で暗喩されているものの正体はローマ帝国であり、彼女が乗る7つの首の獣はローマ帝国の7つの丘（もしくは7人の皇帝）を示しているとされる。ここで言うローマ帝国は古代ローマであり、キリスト教への迫害が強かったとされる時期のローマを指している。この時期にはカリグラ、ネロといった暴君の存在によりローマの退廃が指摘される時期でもある。特にネロ帝により、ローマ大火にかこつけてキリスト教徒が迫害された挙句、初代ローマ教皇・ペトロが逆さ十字架にかけられ、殉教に至らしめたためにこのような暗喩で示されることとなった。ユダヤ庶民の俗信によれば、アンチクリストはネロ、もしくはネロの姿で現れるという。

### 現在進行説
現在進行形の預言とし、警鐘を鳴らす立場である。
宗教改革者は、大淫婦バビロンはローマ・カトリックであり、教皇は反キリストであるとした。教会組織や祭祀が発展してゆく過程で、祭祀や慣習に古代バビロニア由来の偶像崇拝的な不品行、惑わしが数多く取り込まれることとなり、教会自身が破滅を導くバビロンの悪習を引き継ぐ者に堕ちているとした。

### 未来説
これが未来についての預言とする立場もある。ディスペンセーション主義の高木慶太は、ローマ・カトリック、リベラル・プロテスタント、世の偶像崇拝の教派が混在したエキュメニズムが、大淫婦であるとした。
「倒れた、大いなるバビロンは倒れた。その不品行に対する激しい怒りのぶどう酒を、あらゆる国民に飲ませた者」。

## 新宗教における用法
- エホバの証人によれば、古代バビロンに由来する宗教慣行を持つ世界的な宗教体制全体を指す。その主な慣行には、三つ組みの神々の崇拝、人間の魂は死後も生き続ける教え、死者と話す心霊術、崇拝における偶像の使用、悪霊をなだめるための呪文の使用、不道徳行為の容認、国政への関与、僧職者階級などを挙げている[2]。その主要なものはキリスト教世界であるとし、キリスト教世界を含め、彼らが偽りと見なしている宗教は母なる大いなるバビロンの娘であると解釈している[3]。また近い将来、大娼婦バビロンは「緋色の野獣」が象徴する国際連合機構と、「十本の角」を持つ野獣が象徴する諸政府により滅ぼされると解釈している（ヨハネへの啓示 17:16）[4]。

- トート・タロットのデザイン監修を行ったアレイスター・クロウリーは、一般的なタロットカードの『力』にあたるカードにこのモチーフに取り入れ、『欲望』と名付けている。

## ギャラリー
- ランズベルクのヘルラートのHortus deliciarumに描かれたバビロンの売春婦(1180)
- 『エルサレムの包囲と破壊』
(画)デヴィッド・ロバーツ（1850年）
- ルター訳新約聖書の木版画、教皇冠とバビロンの売春婦
- 中世スペインの作品、黙示録17章(1047年)[5]